# Почему нам так нравится секс
Почему нам так нравится секс (англ. Why Is Sex Fun?) ― научно-популярная книга американского эволюционного биолога, физиолога, биогеографа Джареда Даймонда. Книга впервые вышла в свет в 1997 году в США.

## Содержание
Автор обращается к таким аспектам человеческой сексуальности, как то, почему овуляция у женщин не афишируется открыто (скрытая овуляция); почему люди занимаются сексом наедине, а не публично, как другие млекопитающие; и почему яичники имеют U-образную форму.
Книга разделена на 7 глав:

### 1. Животное с самой странной сексуальной жизнью
Даймонд предполагает, что человеческая сексуальность является одной из самых уникальных среди всех млекопитающих. Он выдвигает такие соображения:
1. Большинство мужчин и женщин в конце концов приходят к длительным парным отношениям («браку»). Пара занимается сексом в основном или исключительно друг с другом. С другой стороны, большинство животных живут поодиночке и спариваются только для размножения.
2. Брак ― это ещё и партнерство для совместного воспитания рождённых детей. Обычно родительскую заботу обеспечивают и мужчины, и женщины. В этом люди отличаются от большинства млекопитающих, у которых самка заботится о ребёнке в одиночку.
3. Человеческие пары не живут на замкнутой территории (как гиббоны), они живут в обществе и экономически сотрудничают с другими парами.
4. В отличие от большинства животных, партнеры по браку обычно занимаются сексом наедине.
5. Овуляция у человека скрыта. Следовательно, человеческий секс в большинстве случаев является скорее развлекательным, чем репродуктивным. Очень немногие животные (например, бонобо и дельфины) демонстрируют это явление.
6. У всех женщин старше сорока или пятидесяти лет наступает менопауза, полное прекращение фертильности.

### 2. Битва полов
Мужские и женские репродуктивные интересы чаще всего не совпадают. Хотя оба они хотят способствовать дальнейшему распространению генов, кто победит, определяется тремя факторами:
1. Родительская забота: женщины, как правило, вкладывают гораздо больше, чем мужчины. Это особенно верно для млекопитающих, у которых самки, помимо производства дорогостоящих яиц, переживают периоды беременности и кормления грудью.
2. По своей природе женщинам требуется перерыв в один-два года между беременностями. У мужчин же таких препятствий нет. Теоретически один мужчина может оплодотворить всех фертильных женщин на планете за несколько месяцев. Большинство мужчин берут на себя заботу о детях прежде всего потому, что человеческий младенец очень уязвим, и одной женщине очень трудно вырастить его. Однако это верно не для всех животных. Есть исключения, такие как орангутанги и жирафы, где самцы совсем не заботятся о потомстве, а также Плосконосые плавунчики и пятнистые перевозчики, где самцы берут на себя всю заботу о детях.
3. Уверенность в отцовстве: женщины уверены в том, что они являются родителями ребёнка, которого они воспитывают, тогда как мужчины не могли иметь такой же уверенности до появления тестирования ДНК.

### 3. Почему мужчины не кормят грудью своих младенцев
Автор предполагает, что мужчины обладают почти всеми физиологическими чертами, необходимыми для лактации, но до сих пор эволюция не требовала этого. Он также предполагает, что такая возможность может стать обычным явлением в будущем.

### 4. Секс для удовольствия
Секс ― это рискованно и затратно. Почему же тогда люди, в отличие от большинства животных, занимаются сексом ради удовольствия? Даймонд говорит, что это могут объяснить две теории. Теория «многих отцов» утверждает, что скрытая овуляция позволяет женщинам заниматься сексом со многими мужчинами и создает путаницу в отцовстве, что затем снижает вероятность детоубийства. Теория «папы дома» гласит, что женщины побуждают мужчин быть рядом, обеспечивать и защищать, позволяя им регулярно заниматься сексом. Объединив и то и другое, мы приходим к выводу, что скрытая овуляция возникла в то время, когда наши предки вели беспорядочные половые связи, чтобы избежать детоубийства («теория многих отцов»). В ходе эволюции женщины выбрали моногамные отношения с более надежными пещерными мужчинами («теория домашнего папы»).

### 5. Для чего нужны мужчины
Изучая общества Новой Гвинеи и Аче, автор исследовал вклад мужчин в заботу о детях. Это могла бы быть защита, но чаще всего эта защита исходит от других мужчин из другого или того же племени. Второй вариант ― обеспечение продуктами питания и ресурсами. Но, как показали исследования вышеупомянутых обществ, мужчины в среднем приносят меньше калорий, пытаясь выследить крупных животных, чем женщины, просто собирая фрукты и овощи. Автор делит мужчин на две категории: «кормильцы», которые гарантировано приносят добычу в семью, и «хвастуны», которые пытаются выследить крупных животных и в большинстве своем приходят домой с пустыми руками. Поэтому женщине гораздо лучше выйти замуж за «кормильца», хотя у «хвастунов» часто выше социальный статус.

### 6. Делать больше, делая меньше (менопауза)
Менопауза не имеет смысла с эволюционной точки зрения. Почему женщина внезапно становится бесплодной, а затем остается таковой на протяжении большей части своей жизни? Автор предполагает, что это компромисс. Женщина предпочитает воспитывать своих уже рождённых детей, а не рисковать родить ещё одного в таком возрасте. В такой момент она может также позаботиться о своих внуках. Более того, пожилых людей в традиционных обществах ценят за знания и мудрость.

### 7. Чем привлечь партнёра (вторичные сексуальные характеристики)
Существует много теорий, объясняющих вторичные половые признаки:
1. Фишеровское убегание: самок привлекает определённая черта, которая на самом деле способствует выживанию, тогда у самцов этого вида эта черта развивается все сильнее и сильнее, пока не станет бесполезной и не начнет сдерживаться эволюцией. Примером могут служить мужские мышцы. Длина полового члена также может быть хорошим примером, хотя эта теория противоречива. В этом случае противодействующей эволюционной силой будет длина влагалища.
2. Концепция гандикапа: она предполагает, что эти черты мешают человеку; поэтому, когда противоположный пол достигает успеха, несмотря на наличие этих черт, можно быть уверенным в его силе и качестве генов. Павлиний хвост ― один из примеров. В человеческих обществах примером могут служить такие символы статуса, как модная одежда и автомобили. Красивые лица также являются примером, поскольку лица чрезвычайно уязвимы.
3. Теория «правда в рекламе»: похожа на теорию Захави, но рассматривает сигналы как эволюционное преимущество, а не препятствие.

Некоторые сигналы действительно полезны, например, определённые мышцы у мужчин и пышная грудь или бёдра у женщин, в то время как некоторые ничего не значат, например, высота голоса, волосы и т. д. Автор предполагает, что жировые отложения в теле женщины сконцентрированы в груди и бедрах, чтобы сигнализировать мужчинам о хорошей способности к лактации и большом размере родовых путей.

## Отзывы
Книга получила положительный отзыв от биолога Стива Джонса в издании The New York Review of Books. Джонс описал книгу как увлекательную и интересную. Однако он поставил под сомнение даймондовское объяснение скрытой овуляции, сочтя его неубедительным.
Антрополог Питер Б. Грей и биолог-эволюционист Джастин Р. Гарсия утверждали, что эта книга стала одной из самых читаемых книг о человеческой сексуальности. Однако они посчитали его «информативным, но слишком тонким по содержанию».